# Shigenobu Nakamura
Shigenobu Nakamura (jap. 中村 滋延, Nakamura Shigenobu; * 1950 in Osaka, Präfektur Osaka) ist ein japanischer Komponist.

## Leben
Sein Studium absolvierte Shigenobu Nakamura an der Aichi Prefectural University of Fine Arts and Music auf der Hauptinsel Honshū und an der Hochschule für Musik und Theater München.
Er schrieb bisher mehr als 100 Werke für verschiedene Genres, einschließlich 10 Orchesterwerke und fünf Symphonien. Ende der 1980er Jahre hat er sich auf die Schaffung von Theater- und Bühnenmusik unter Zuhilfenahme des Computers konzentriert. Einige dieser Kompositionen wurden mit internationalen Auszeichnungen versehen, wie zum Beispiel vom ICMC der University of Singapore (1992, 1995, 1996, 1997, 2003) und vom Zentrum für Kunst und Medien (ZKM) in Karlsruhe (1998). Auch seine visuellen Werke wurden ausgezeichnet, unter anderem mit dem Internationalen Preis für Videokunst in Deutschland (1995 und 1996), dem l'immagine leggera Palermo beim Internationalen Videokunst-Festival Italien 1997.
1997 und 1998 war er Künstler beim Zentrum für Kunst und Medien in Karlsruhe. Shigenobu Nakamura ist ebenfalls Professor am Kyōto College of Arts und am Institut für Akustik Design der Universität Kyūshū.

## Werke

### Werke für Orchester
- 2002 Gallery of Reliefs - Symphony no. 3

### Werke für Blasorchester
- 1990 Yantra: Concerto for Percussion and Wind Orchestra

### Klaviermusik
- 1978 Mei-an für Klavier Solo
- 1983 White für Klavier Solo
- 1999 Deja vu für Klavier Solo
- Scenes II für Klavier Duo

### Kammermusik
- 1976 Relief für Streich-Quartett
- 1981 Chamber concerto No. 4 "Rei" für Trompete, Marimbaphon und kleines Ensemble
- 1987 Lyrical Dances für Sopran- und Alt-Blockflöte
- 1989 Divertimento für Blockflöten-Ensemble (S,A,T,B)
- 2003 Duo für Flöte und Violoncello

### Musik für Gitarren
- 1978 Lyric für 4 Gitarren

### Chormusik
- 1999 Gendai Warabeuta Ko für Kinderchor, Klavier und Tonband

### Bühnenmusik
- 2002 takatano Ballet Music, für Blockflöte, Laute, Gambe und Percussion

### Musik für Percussion
- 1988 slash + print für Marimbaphon und Percussion-Ensemble

### Musik für traditionelle japanische Instrumente
- 1977 Hana to Kaze für 2 shakuhachis, 2 kotos, jushichigen und 2 percussions
- 1998 Trinity für 3 Shakuhachis (Japanische Bambusflöte)
- 1999 Kanae für 3 Shakuhachis
- 2000 Chinkon-Fu für Sopran, Koto und Violoncello
- Kurita für 2 Koto

### Elektronische Musik
- 1990 Crossword Vol. 2 für Sopran und Computer Musik
- 1990 Sampling Landscape für Klarinette und Computer Musik
- 1991 Crossword Vol. 3 für Sängerin oder Sänger und Computer Musik
- 1992 Interface Concerto für Computer und elektronisches Keyboard
- 1992 Plastic Music für Tonband
- 1995 Yin & Yang Audiovisuelle Computer Musik
- 1996 Epitaph Audio-Visual Poem - for Video and Electronic Sound (to memories of my father)
- 1996 Kaze-no-hibiki, Iki-no-shirabe (Sound of Wind and Melody of Breath) Audio-Visual Poem with Alto-Saxophone
- 1998 Life Audio-Visual Poem - Computer Music with Video
- 1998 Play Audio-Visual Poem - Computer Music with Video
- 1998 sabi (die Schoenheit der Einsamkeit) audiovisual poem
- 1999 Hi no Utsuwa (Object of Mercy) Music-based Media Art - for Performer, computer sound and computer graphics
- 1999 The Love dedicated to Minotaur Ballet Music - für Tonband
- 2000 Common Tragedies in Urban Life Audio-Visual Poem - Computer Music with Video
- 2000 Hanagatami Ballet Music, für Tonband
- 2000 Lust Audio-Visual Poem - Computer Music with Video
- 2000 Metamorphosis of Love Audio-Visual Poem - Computer Music with Video
- 2000 Scar for Violoncello, electronic sounds and Computer graphics
- 2001 Dream of Naga for Flute, computer sound and computer graphics
- 2002 Noemata No. 2 Computer Music for Video
- 2002 Voyage für Piano und Computersound
- Digital Shadowplay "Shadow of Rama"
- Kagami interaktives Musikstück für Trompete und Video

### Bücher und Schriften
- Shigenobu Nakamura: Sound Representation of Art Animation Geijutsu Kogaku: the Journal of Design; Band 2, S. 25–36 Faculty of Design, Kyushu University.
- Shigenobu Nakamura: Analysis of the Interpretation by Glenn Gould - through his way of playing Opus 23-5 composed by Arnold Schönberg; Geijutsu Kogaku: the Journal of Design; Band 1, S. 67–76 Faculty of Design, Kyushu University.
- Shigenobu Nakamura: The Possibility of Music Expression by Digital Art International Journal of Asia Digital Art and Design Association, 2003, Band 1, S. 111–117, 2003.
- Shigenobu Nakamura: The Possibility of Musical Representation with Visual Elements IPSJ SIG Technical Reports, 2004-MUS-54, S. 23–38, Information Processing Society of Japan, 2004.
- Shigenobu Nakamura The Digital Design of Performance System for the Synthesis of Image and Music Proceedings of the 2nd annual Conference of Asia Digital Art and Design Association, S. 98–99, 2004.